# Francisco Javier García (futbolista paraguayo)
Francisco Javier García (Paraguay, 4 de abril de 1991) es un futbolista paraguayo. Juega de mediocampista y en 2023 formó parte del plantel de San Antonio Bulo Bulo, en ese momento en la Segunda División de Bolivia.

## Trayectoria
Debutó con la 21 ante el Club Atlético 3 de Febrero en el Torneo Apertura 2011 de Paraguay.
Para el 2012 es cedido al Club Independiente de Campo Grande.
En el 2013 vuelve a ser cedido al Club Sportivo Luqueño.
A mediados del 2013 el DT del Club Cerro Porteño, Francisco Arce, expresa el interés por el jugador, por lo cual el club decide traerlo.
En marzo de 2014 es cedido al Deportivo Capiatá
En el 2014 estuvo a punto de ir a Europa para fichar por el APOEL Nicosia de Chipre. 
En junio de 2015 es cedido por un año al Atlético Huila de Colombia.

## Clubes
| Club                  | País       | Año               |
| --------------------- | ---------- | ----------------- |
| Cerro Porteño         | Paraguay   | 2011              |
| Independiente         | Paraguay   | 2012              |
| Sportivo Luqueño      | Paraguay   | 2013              |
| Cerro Porteño         | Paraguay   | 2013              |
| Deportivo Capiatá     | Paraguay   | 2014              |
| Cerro Porteño         | Paraguay   | 2014 - 2015       |
| Atlético Huila        | Colombia   | 2015 - 2016       |
| Nacional              | Paraguay   | 2016 - 2017       |
| Cerro Porteño         | Paraguay   | 2017              |
| Neftchi               | Azerbaiyán | 2018              |
| Independiente         | Paraguay   | 2018              |
| Deportivo Santaní     | Paraguay   | 2019              |
| Bangu                 | Brasil     | 2020              |
| Independiente         | Paraguay   | 2020 - 2022       |
| Colegiales            | Paraguay   | 2023              |
| San Antonio Bulo Bulo | Bolivia    | 2023 - Actualidad |

## Palmarés

### Campeonatos nacionales
| Título          | Club          | Año  |
| --------------- | ------------- | ---- |
| Torneo Clausura | Cerro Porteño | 2013 |
| Torneo Clausura | Cerro Porteño | 2017 |